# Almost in Your Arms
Almost in Your Arms ist ein Song von Jay Livingston und Ray Evans, der 1958 veröffentlicht wurde.

## Hintergrund
Das Songwriter/Komponisten-Duo Jay Livingston und Ray Evans schrieb die Ballade Almost in Your Arms (Love Song from Houseboat) (so der vollständige Titel) für den Film Hausboot (1958, Regie: Melville Shavelson), mit Sophia Loren und Cary Grant in den Hauptrollen. In dem Film tanzten die beiden zu dem Song, der ursprünglich für den Film von Sam Cooke aufgenommen wurde; statt dieser Gesangsversion wurde schließlich jedoch eine Instrumentalfassung verwendet.
Das Lied erhielt darauf 1959 eine Oscar-Nominierung in der Kategorie Bester Song. Die beiden ersten Zeilen des Lieds lauten: You’re here, that moment’s near, / I’m almost in your arms.
Coverversionen des Songs erschienen ab Anfang der 1960er-Jahre u. a. von Nancy Wilson/Jimmy Jones, Sam Cooke, Johnny Nash, Vera Lynn, Steve Allen, Dakota Staton, Michael Feinstein und Sinéad O’Connor. Lediglich die Version von Johnny Nash konnte sich in den US-Billboard-Charts platzieren und erreichte Platz 78.